# Kiten (ort i Bulgarien, Varna)
Kiten (bulgariska: Китен) är en ort i Bulgarien.   Den ligger i kommunen Obsjtina Provadija och regionen Oblast Varna, i den östra delen av landet, 300 km öster om huvudstaden Sofia. Kiten ligger 219 meter över havet och antalet invånare är 1 115.
Terrängen runt Kiten är kuperad söderut, men norrut är den platt. Kiten ligger uppe på en höjd som går i öst-västlig riktning. Närmaste större samhälle är Dălgopol, 4,6 km sydost om Kiten.
Trakten runt Kiten består till största delen av jordbruksmark. Runt Kiten är det ganska glesbefolkat, med 38 invånare per kvadratkilometer.